# Klaus Scherer (Fußballspieler)
Klaus Scherer (* 1. Juli 1958 in Hochspeyer) ist ein ehemaliger deutscher Fußballtorwart und -trainer.

## Karriere
Über den 1. FC Kaiserslautern, FC Rodalben und FSV Salmrohr kam der Torwart Klaus Scherer 1982 zum FC 08 Homburg. Dort blieb er lange Jahre und konnte zunächst den Aufstieg in die 2. Bundesliga (1984) und zweimal den Aufstieg in die Bundesliga feiern (1986, 1989). Ein weiterer Erfolg war der Gewinn der deutschen Amateurmeisterschaft 1983 (2:0 n. V. im Finale gegen die Amateure des FC Bayern München). Bis auf seine letzte Saison in Homburg war er stets Stammtorwart und bestritt insgesamt 222 Ligaspiele für den FCH. 1990 wechselte er zu Borussia Neunkirchen und später zum SV St. Ingbert.
Als Trainer betreute er einige saarländische und westpfälzische Amateurvereine. Mit dem TV Althornbach wurde er als Trainer fünfmal hintereinander Meister.

### Statistik
| Liga          | Spiele (Tore) |
| ------------- | ------------- |
| Bundesliga    | 045 (0)       |
| 2. Bundesliga | 106 (0)       |
| Wettbewerb    |               |
| DFB-Pokal     | 011 (0)       |